# Медведица (приток на Волга)
Медведица (на руски: Медведица) е река в Тверска област на Русия, ляв приток на Волга (влива се в Угличкото водохранилище). Дължина 259 km. Площ на водосборния басейн 5570 km².
Река Медведица извира на 219 m н.в., в крайните източни части на Валдайското възвишение, на 2 km южно от село Горма, в централната част на Тверска област. По цялото си протежение тече предимно в източна посока. В горното течение долината ѝ е гориста и заблатена, ширината на коритото е 10 – 15 m, а дълбочината 0,5 – 2 m. В средното течение долината и значително се разширява, като се появява заливна тераса широка до 100 m и надзаливна тераса с ширина 4 – 5 km. В този участък реката силно меандрира и се появяват множество старици (изоставено речно корито). В долното течение коритото ѝ се разширява до 200 m, а дълбочината достига до 5 – 11 m. Влива се в Медведицкия залив на Угличкото водохранилище (изградено на река Волга), при нейния 2917 km, на 113 m н.в., при село Медведицкое, в югоизточната част на Тверска област. Основни притоци: леви – Ивица (51 km), Яхрома (66 km); десни – Болшая Пудица (50 km), Малая Пудица (60 km). Има смесено подхранване с преобладаване на снежното. Среден годишен отток на 71 km от устието 25,8 m³/s, в устието 41,6 m³/s. Заледява се в средата на ноември, а се размразява през 1-вата половина на април. Плавателна е за плиткогазещи съдове по време на пролетното пълноводие на 41 km от устието. Долината на реката е гъсто заселена, като в нея са разположени множество, предимно малки населени места.